# Quyển sổ tử thần: Khai sáng thế giới mới
Quyển sổ tử thần: Khai sáng thế giới mới, tựa gốc là DEATH NOTE: Light up the NEW world (デスノート Light up the NEW world Desu Nōto Raito Appu za Nyū Wārudo) là một bộ phim điện ảnh Nhật Bản năm 2016 do Sato Shinsuke đạo diễn. Phim dựa trên loạt manga Death Note do Oba Tsugumi sáng tác và Obata Takeshi minh họa. Đây là phần tiếp nối của Death Note 2: The Last Name (2006), nhưng có cốt truyện nguyên bản và đề tài lấy bối cảnh sau sê-ri ngắn tập Death Note: New Generation. Phim ra mắt tại Nhật Bản vào ngày 29 tháng 10 năm 2016 tại Nhật Bản bởi Warner Bros.

## Dàn diễn viên
- Higashide Masahiro trong vai Mishima Tsukuru / Nakagami Ryo, thủ lĩnh của đội đặc nhiệm Death Note, người theo đuổi để bảo vệ tất cả 6 cuốn sổ tử thần.
- Ikematsu Sosuke trong vai Ryūzaki / Arai Masayuki, một điều tra viên tư nhân đẳng cấp thế giới và là người kế nhiệm ban đầu của L.
- Suda Masaki trong vai Shien Yūki, một kẻ khủng bố mạng và là người tôn thờ Kira.
- Toda Erika trong vai Amane Misa, một người từng giữ Death Note và là tình yêu của Light Yagami.
- Kawaei Rina trong vai Aoi Sakura, một kẻ sát nhân hàng loạt tin rằng mình giỏi hơn Kira, được coi là người sử dụng Death Note chết chóc nhất.
- Fujii Mina trong vai Nanase Shō / Ayana Shirato, thành viên nữ duy nhất của đội đặc nhiệm Death Note.
- Nakamura Shidō II trong vai Ryuk, (lồng tiếng) một shinigami, người trở lại sau 10 năm để tìm người kế vị kira.
- Aoyama Sota trong vai Matsuda Tōta, một thám tử trẻ tuổi, người đã trải qua vụ án Kira 10 năm trước.
- Funakoshi Eiichiro trong vai Mikuriya Kenichi, một Thẩm phán Tòa án Tối cao sở hữu Death Note.
- Sawashiro Miyuki trong vai Arma (lồng tiếng), một nữ thần chết màu trắng, được tạo ra dựa trên thiết kế của Sidoh.
- Matsuzaka Tori trong vai Beppo (lồng tiếng), một shinigami vàng.
- Matsuyama Kenichi trong vai L, là thám tử vĩ đại nhất thế giới, người đã đánh bại Kira ban đầu.
- Fujiwara Tatsuya trong vai Yagami Light, được mọi người biết đến với biệt danh "Kira", một tên tội phạm giết người hàng loạt và là người từng sở hữu Death Note.
- Mikami Kensei trong vai Mikami Teru, người giám hộ của Yagami Hikari và là công tố viên của Misa.